# Manuel Paulo de Sousa Gentil
Manuel Paulo de Sousa Gentil ComA foi um administrador colonial português.

## Biografia
Capitão-Tenente da Marinha, exerceu o cargo de Governador no antigo território português subordinado a Macau de Timor-Leste entre 11 de Outubro de 1919 e 14 de Fevereiro de 1921, tendo sido antecedido por Luís Augusto de Oliveira Franco e sucedido por José de Paiva Gomes.
A 11 de Fevereiro de 1919 foi feito Comendador da Ordem Militar de Avis, pelo presidente da República, João do Canto e Castro.